# Guayabo de Ruiz
Guayabo de Ruiz är en ort i Mexiko.   Den ligger i kommunen Pénjamo och delstaten Guanajuato, i den centrala delen av landet, 300 km väster om huvudstaden Mexico City. Guayabo de Ruiz ligger 1 794 meter över havet och antalet invånare är 168.
Terrängen runt Guayabo de Ruiz är kuperad åt nordväst, men åt sydost är den platt. Terrängen runt Guayabo de Ruiz sluttar söderut. Runt Guayabo de Ruiz är det ganska tätbefolkat, med 104 invånare per kvadratkilometer. Närmaste större samhälle är La Piedad Cavadas, 13,3 km söder om Guayabo de Ruiz. I omgivningarna runt Guayabo de Ruiz växer huvudsakligen savannskog.